# 草土出版
株式会社草土出版（そうどしゅっぱん）は、フラワーアート、いけばな、園芸、花店経営などに関する雑誌、書籍を発行する出版社。発売元は星雲社。

## 主な書籍
- 「草土花図鑑シリーズ1 花図鑑［切花］」ISBN 4-7952-9536-0
- 「草土花図鑑シリーズ2 花図鑑［鉢花］」ISBN 4-7952-9535-2
- 「草土花図鑑シリーズ3 花図鑑［ハーブ］」ISBN 4-7952-9537-9

- 杉井明美「ガーデナーズバイブル2 まず、種まきから」ISBN 4-7952-9541-7
- 杉井明美「ガーデナーズバイブル3 庭づくりは自分で！」ISBN 4-7952-9544-1
- 杉井明美「ガーデナーズバイブル4 愛情が決め手」ISBN 4-7952-9541-7

- 「世界のフラワーアーティスト 1」ISBN 4-7952-9509-3
- 「世界のフラワーアーティスト 2」ISBN 4-7952-9563-8
- 「トゥルー・グンダーセン作品集」ISBN 4-7952-9516-6
- 「ウルズラ＆バウル・ヴェゲナー作品集」ISBN 4-7952-9509-3

- 「フローラル・ディクショナリー」ISBN 4-7952-9538-7

## 雑誌
- 「月刊FLOWER SHOP」
- 「PRETTY PRESERVED」